# Ла Мурајола (Пиза)
Ла Мурајола је насеље у Италији у округу Пиза, региону Тоскана.
Према процени из 2011. у насељу је живело 27 становника. Насеље се налази на надморској висини од 52 м.